# 下柳剛
下柳 剛（しもやなぎ つよし、1968年5月16日 - ）は、長崎県長崎市出身の元プロ野球選手（投手、左投左打）でNPBの最年長最多勝投手。野球解説者、タレント。マネジメントはハイタイド。
愛称は「シモ」「シモさん」「シモヤン」。

## 経歴

### プロ入り前
瓊浦高等学校では、エースとして1985年秋季県大会決勝に進むが、海星高に敗退。翌1986年夏の県大会でも、準々決勝で島原中央高に敗れ甲子園には出場できなかった。瓊浦高校には下柳が作った「下柳マウンド」が存在する。
当時からプロのスカウトがマークしていたが監督からの誘いで高校野球の指導者を目指して八幡大学（現：九州国際大学）に進学するも、大洋の入団テスト受験の為、1年で中退。高い評価であったが大学野球部退部から数か月であったために翌年入団の対象外で話が進まなかった。しばらくは地元でアルバイトをしながらバイクを乗り回す生活を続けていたが、高校監督の紹介で社会人野球の新日鐵君津に入社し、1988年にはチーム初となる第59回都市対抗野球大会出場に貢献。走り込み、ウエートトレーニングなど肉体改造に取り組み、試合で完投した後も平然と200球近くの投げ込みを行なうなど、当時からタフネスぶりを見せていた。1990年の第61回都市対抗野球大会は予選で36回を投げぬき3完投。本大会に進み1回戦で先発するものの、日産自動車に打ち込まれ大敗、都市対抗初勝利の夢を砕かれた。本人はプロ引退後に「カシクラさん」なる名遊撃手がチームにいたと自身の公式YouTubeチャンネルで語っている。新日鐵君津のキャプテンを務めていた「カシクラさん」こと柏倉武志は非常に強肩でプロ入りも嘱望されていたが、チームから他に何人かプロ入りしたため、指名枠の都合でプロ入りの機会を失ったという。
1990年のドラフト会議で福岡ダイエーホークスから4位指名を受け入団。
本人は社会人入りの経緯からも、チームを都市対抗初勝利に導くまで残留する意向であったが周囲からの勧めでプロ入りを決意したという。

### ダイエー時代
1年目の1991年は1試合に登板したが1回を投げ切れず、2/3回で4失点で降板した。
1992年は登板機会を増やしたい自身の意向で一軍登板せず、ファームでの試合出場に専念した。
1993年はリリーフとして50試合登板した。一方で下記の起用法もあり、先発でも10試合に登板し、その翌日や前日にリリーフ登板などもあった。全体では防御率4.13と安定感を欠き4勝8敗5セーブ(先発では2勝6敗)を記録した。
入団当初は制球力に難のある速球派投手だったが権藤博（1991年 - 1993年の一軍投手コーチ）や根本陸夫（1993年・1994年の一軍監督）は、下柳の豊富なスタミナを活かした「毎日打撃投手、毎日中継ぎ登板」という過酷な投げ込みで克服させた。権藤から入団2年目に言われた「Don't be afraid to throw strike（ストライクを投げることを怖がるな）」というアドバイスは、その後の投手生活の励みになったという。権藤は「このタイプは実戦経験を積ませることが大成への近道だ。私は再三に渡り、1軍起用を進言した。しかし日々の目先勝利を優先する田淵監督には受け入れてもらえなかった。93年に監督に就任した根本陸夫監督に同じお願いしたらわかったと全て任せてくれて過去2年間で1試合しか登板のなかった下柳を50試合に使った」と述べている（登板過多で自らの選手生命が僅か数年で終わり、過登板に対しては慎重な権藤として異例の起用や練習法であった）。
権藤は1993年シーズンのオープン戦で「ベースの幅に投げれば、どんだけ高かろうが低かろうが使うてやる」「取り敢えずストライク投げろ」と、制球力、特に左右に制球する重要性を叩き込まれた。当時の下柳は室内にブルペンの無い球場だと降板後に投げ込みせずに済んだのでそれが嬉しかったと引退後に振り返っている。
1994年にはリーグトップの62試合に登板しリリーフながらチームトップタイの11勝を挙げオールスターにも初選出された。連日のように登板する鉄腕からアイアン・ホークのニックネームがつき、当時の応援歌の歌詞にも取り入れられた。
1995年4月20日未明、福岡市内で自身の車をスピード違反で走行させた末に民家の塀に激突する交通事故を起こし、上顎骨骨折などの怪我を負った。この負傷が原因でシーズンを棒に振ったばかりか、球団からは当時の推定年俸の1割に相当する610万円を罰金として科された。最終的に前年の半分以下となる24試合の登板に終わり、2勝しか挙げられなかった。同年オフ11月16日に武田一浩・松田慎司との交換トレードで、安田秀之と共に日本ハムファイターズに移籍。

### 日本ハム時代
1996年は前半戦は前年の事故の影響でまだ顔にプレートが入った状態だったこともあり二軍調整だったが後半戦に一軍に昇格。中継ぎとして23試合に登板し、防御率3点台後半を記録し、プロ入りしてから初めて防御率が4点台を下回った。
1997年は216打席連続無三振を続けていたイチローを三振に討ち取って「イチローキラー」と話題になり、1試合に先発した以外は全てリリーフ登板で、ダイエー時代の最多登板を更新する65試合に登板して9勝を挙げ自身初の規定投球回に達した。
1998年は自己最多の66試合に登板した。防御率3.07と安定感を増した。
1999年も62試合に登板し、3年連続60試合登板を記録した。同年は防御率3.61とやや安定感を欠いた。
2000年以降はチーム事情や本人の希望から先発投手に転向し、同年8月26日のダイエー戦でプロ10年目にして初完封勝利を挙げた。最終的に登板した36試合中11試合に先発した。8勝4敗、防御率4.52の成績を残した。下柳は「あのまま毎年のように60試合近く投げていたら、引退が早まっていた可能性もある。2000年に先発転向を勧めてくれた投手コーチの森繁和さんには、ほんと感謝だ。」と述べている。オフの契約更改では日本人選手として初めて代理人交渉を行った。交渉は難航し年俸調停に発展し、希望額とは開きはあったものの高木豊以来二例目の選手側の要望が通る結果になったがコレが2年後のトレードの遠因になったと後に下柳本人が語っている。
2001年は規定投球回未満で防御率も5.06ながら9勝8敗の成績を残した。
2002年は不調で17試合で2勝7敗・防御率5.75の成績で終わった。8月を終わった時点で1勝7敗で6連敗の中、一軍投手コーチの浅野啓司から「もう戦力外かトレード要員は確定だから2試合あげるから(先発登板させる)次の球団での生き方を模索しろ」と言われ、阪神移籍後に定着した変化球でかわすスタイルを試し結果を出した。シーズンオフの11月22日に中村豊と共に、山田勝彦・伊達昌司との複数トレードで阪神タイガースに移籍した[注 2]。

### 阪神時代
移籍1年目の2003年は星野仙一監督の下、優れた制球力で相手打者を「のらりくらり」とかわす技巧派の投球で前年から復調し26試合に投げ規定投球回不足ながらも10勝を挙げ(先発登板勝利のみでの二桁勝利は初)、リーグ優勝に貢献した。古巣のダイエーとの日本シリーズでは第5戦に登板。相手の先発はシーズン20勝投手の斉藤和巳だったが6回2失点の好投で日本シリーズ初登板初先発で勝利投手となった。エース斉藤に投げ勝っての勝利だったがチームは第6戦・第7戦と連敗し日本一を逃した。オフ、FA宣言。阪神が残留要請を行ったほか、横浜ベイスターズも獲得に名乗りを上げたが阪神若手投手陣を中心に「残留コール」を受けたこともあって阪神に残留。
2004年は22試合に登板するも安定感を欠き7勝5敗、防御率5.12の成績で終わり、投球回数も前年を下回った。
2005年8月25日の広島東洋カープ戦で通算1000奪三振を達成した。同年は自己最多、黒田博樹と並んでリーグトップの15勝を挙げ、リーグ優勝に貢献。また、初タイトルとなる最多勝利を獲得。37歳での獲得は若林忠志の36歳を更新するプロ野球史上最年長記録であり、規定投球回未満での獲得は1988年の伊東昭光以来史上2人目だった。しかし、ロッテとの日本シリーズでは第3戦に先発し、5回3失点の投球を見せるが打線に援護がなく敗戦投手となった。また、チームもストレートの4連敗で日本一を逃した。
2006年4月5日の広島戦で通算500試合登板を達成。前年に引き続いて安定した成績を残し、先発転向後及び阪神移籍後初で、9年ぶりに規定投球回にも到達した。9月24日には後にチームメイトとなる日本ハム時代の後輩である金村曉がトレイ・ヒルマン監督の采配を批判して出場停止となった夜、同じく日本ハムから阪神に移籍した片岡篤史と共に金村へ電話をかけ、「俺はお前にそんなことを教えたか! 目を覚まさせてやる! 今から来い!」と怒鳴り、都内の飲食店に呼び出した。金村は殴られるものと覚悟していたが二人は「こういう経験がないと大きくなれない。良い勉強と思って前向いてやれ。成長するステップと思って頑張れ」と励ました。詳細は舌禍事件を参照。11月23日には長崎県の「ブランド大使」に任命された。
2007年は先発ローテーション候補の福原忍や安藤優也らが出遅れたこともあって、1リーグ制時代を含めても球団史上2位、2リーグ制になってからは球団史上最年長となる38歳10か月での開幕投手となり、6回2失点で敗戦投手となったものの黒田からチーム初安打を放つなど投打に渡り執念を見せた。7月6日に通算100勝目を達成した。最終的には規定投球回数に到達せず防御率も4点台ながら、先発投手陣が崩壊したチームの中で唯一シーズン通して先発ローテーションを守り、チーム最多の10勝を挙げた。中日ドラゴンズとのクライマックスシリーズ第一ステージでは初戦の先発を任されたものの敗戦投手となり、翌日もチームは敗れ敗退。オフの11月7日に契約交渉を行ったが決裂し、翌日2度目のFA権行使をする意向を表明、11月13日付で公示された。メジャー数球団からもオファーがあったが、結局2008年1月22日に正式に阪神と契約合意に達し、前回のFA宣言時と同じく阪神に残留した。
2008年8月21日の広島戦においてプロ野球史上5人目、41歳で15勝を挙げた若林以来球団史上59年ぶりとなる40代での2桁勝利を記録するなど同年もシーズンを通して先発ローテーションを守り、2年ぶりに規定投球回に達した(イニング数は自己最高)。その中でリーグ5位、チームトップで自己最高成績となる防御率2.99を記録し、11勝を挙げた。
2009年6月から8月にかけての自身6連敗に見られるようにシーズン中盤から調子を落とし、8勝8敗と5年連続2桁勝利と規定投球回を逃した。7月20日には怪我から復帰した矢野輝弘と日本プロ野球史上初の40代バッテリーを組んだ。
2010年は怪我の再発に悩む矢野に代わりダイエー時代の同僚であった新加入の城島健司とバッテリーを組む。シーズン6度目の先発となった5月13日（日本ハム戦）では当季最短1回2/3を4失点で敗戦投手となり、翌日には1軍登録を抹消される。同月26日に再登録されて即先発（西武戦）となってからは、試合間隔の緩やかな交流戦の日程にも助けられて再登録後7度の先発全てで5イニング以上を投げぬいていた（この7戦で3勝2敗）。しかし、その7度目（シーズンとしては13度目）となった7月16日（ヤクルト戦）で6回3失点の敗戦投手となり、翌日に2度目の抹消となる。同月31日に再々登録され、翌日8月1日（対中日戦）に先発登板した。この8月は、7日（中日戦、敗戦投手）・15日（対ヤクルト戦、勝敗つかず。翌16日には3度目の抹消）・26日（対広島戦、再登録・即先発ながら敗戦投手）の先発いずれも4イニング程度で降板。勝利を挙げた1日のみ5イニングを超えたとはいえ、4戦とも4失点以上を許す不安定さを見せていた。9月1日（横浜戦）には6回1失点の好投と、復調の兆しを見せたかに思われた。翌日には終盤戦に向けた万全の調整を期待されてか4度目の抹消となり同月15日（横浜戦）に再登録され、即先発。しかし、1回2/3を7失点で敗戦投手という期待外れの結果に終わり、その翌日に5度目の1軍登録抹消となり、そのままシーズンを終え、規定投球回には2年連続で到達できず19試合で7勝8敗、防御率4.32の成績に終わった。
2011年は開幕から先発ローテーションの一角を担うようになったが6試合に登板し0勝2敗、防御率3.54という不本意な成績で6月7日に登録抹消された。その後はファームで調整を続け、9月2日に再登録されたが登板予定の試合が雨天中止になったためそのまま抹消された。その後も一軍に昇格することは無く、後に翌年の戦力構想から外れていることがわかった。そのため9月23日のウエスタン・リーグのオリックス戦（鳴尾浜）が最後の登板となった。この試合には、2軍では異例の1300人の観衆が集まった。チームの若返りの方針により10月9日に戦力外通告を受けた。12月2日に自由契約公示された。

### 楽天
2012年は東北楽天ゴールデンイーグルスの春季キャンプに参加し、同球団の入団テストを受けた。2月4日に仙台放送のローカル番組『スポルたん!LIVE』において、阪神時代の2003年にも監督を務めた楽天監督の星野仙一が正式発表前に下柳の入団と先発起用を暴露。2月5日に入団が正式に決まったことで、10年ぶりにパ・リーグに復帰した。オープン戦での好投を買われて開幕ローテーション入りを果たした。前年戦力外の投手であったにもかかわらず、4月1日のロッテとの開幕第3戦で先発を任された。しかし、4回2/3を投げて3失点で敗戦投手となり、楽天球団初の本拠地でのシーズン開幕カードで3連敗を喫してしまった。4月8日のオリックス・バファローズ戦では6回2失点の好投を見せたが打線が得点できず敗戦投手となった。4月15日の日本ハム戦では毎回安打を浴びるなど4回1/3を3失点で降板した。4試合目の先発となった4月25日のオリックス戦では2回2失点で移籍後最短の降板となった。チームが逆転勝ちしたため敗戦投手は免れたが4月26日に出場選手登録を抹消された。今回の抹消に関してはダイエー時代の指揮官で阪神時代のヘッドコーチでもあり、楽天でも三度一緒になった田淵幸一ヘッドコーチは「もう1度、下で作り直してほしい。俺がダイエーで監督をしていた時にドラフトで入ってきた選手。（来月で）44歳。後がないんだから、もうひと花、咲かせてほしい」とコメントした。結局好投した試合は4月8日のオリックス戦のみでそれ以外の3試合は5回持たずに降板する不本意な結果となった。二軍降格以降は一度も一軍に復帰できないままシーズンを終了した。4試合で0勝2敗、防御率5.29に終わり、10月2日に戦力外通告を受けた。
なお、楽天では「91」という背番号を付けていた。当時は、この背番号を選んだ理由として、おいちょかぶの一番強い目「クッピン」に引っ掛けたことが挙げられていた。しかし、下柳は後に、阪神時代の2003年に一軍ヘッドコーチを務めた星野の盟友・島野育夫（2007年死去）が生前最後に付けていた背番号「91」にちなんだことを告白している。

### 楽天退団後
2013年2月28日に、「やれるだけやってケジメを付ける」という決意の下に、ロサンゼルス・ドジャースのトライアウトに参加、最終テストにまで残ったが、合格には至らず、3月20日に現役引退を表明した。その表明では「現役引退後も野球に携わることがしたい」との抱負を述べていた。

### 現役引退後
現役引退の表明から5日後の3月24日からは、朝日放送の野球解説者へ転身。阪神よりパシフィック・リーグ球団への在籍期間が長かったことから、阪神戦中継にとどまらず、オリックス・バファローズの公式戦やセ・パ交流戦中継でも解説を担当する。また、朝日放送以外の放送局が制作する番組にも、ゲストとして随時出演。その一方で、出演番組やインタビューでは、週5〜6日のペースで現役時代と同様のトレーニングを続けていることをたびたび明かしている。10月9日には、自身初の著書にして、阪神の現役時代に捕手として下柳と「同級生バッテリー」を組んだ矢野燿大（当時は朝日放送野球解説者）との共著「気を込める 虎の成功プロセス」がベースボール・マガジン社から発売された。
なお、公式ブログで現役引退を表明した際には、現役復帰の可能性があることを示唆。その後のインタビューでも、「いったんユニフォームを脱ぐ」と表現することがあった。しかし、瓊浦高校野球部時代の同級生からの計らいによって、2013年12月1日に同部のグラウンドで「引退試合」を挙行した。
2014年には、野球解説者としての活動を続けながら、1月6日から「スポニチアネックス」（『スポーツニッポン』公式サイト）で毎週月曜日に「下柳剛のシモネタ発見」というコラムを執筆している。4月より『東京スポーツ』月曜〜木曜紙面にて野球人生を振り返る連載「下柳剛 シモノハナシ」を連載中。また、故郷の長崎県内でも、ローカルタレントとしての活動を始めている。
2015年には、プロ野球経験者による学生野球の指導に必要な学生野球資格の回復に向けて、プロ野球シーズン後に研修会を受講。2016年2月2日付で日本学生野球協会から資格回復の適性認定を受けたことを機に、高校野球や大学野球を指導できるようになった。
その一方で、阪神時代のチームメイトだった金本が一軍監督、矢野が一軍作戦兼バッテリーコーチとして同球団に復帰した2015年末には、投手コーチの候補に挙げられていた。上記の事情などから常勤でのコーチ就任はひとまず見送られたが、2016年の春季キャンプでは、一軍投手陣主体の「沖縄組」で臨時投手コーチを務めている。
2017年には、野球解説者・タレントとしての活動を続けながら、テレビ東京制作の連続ドラマシリーズ『孤独のグルメ Season6』第1話（4月8日放送）で俳優デビューを果たした。下柳の主な活動拠点である大阪で第1話のロケを実施したことや、下柳自身がかねてから同シリーズや松重豊（主演・井之頭五郎役）のファンであることによる。

## 選手としての特徴
プロ入り当初は150キロを超えるボールを投げられたが、制球力は不十分であり結果が出なかった。阪神時代は「のらりくらり投法」とも称された緩急をつけた投球を行っていた。BS-i（現：BS-TBS）『超・人』において、2006年度の全投球のうちストレートが8%と解析された軟投派にモデルチェンジしている。阪神時代当時、球速は度外視して変化球をどれだけ打者寄りの位置で曲げるかに注力していた。下柳は現役引退後に「球速はまやかし」と主張しており、球が遅くとも活躍している投手がいる一方で球速ばかり追い求めて他のスキルを磨くことを疎かにする投手もいるとその理由を説明している。
ある時グラブの隙間から見えたスライダーの握りで球種を特定されたため、この反省を活かして球種に関わらずシュートかフォークの握りを行い、腕の振り方やボールの切り方で変化させるよう投球を改造した。
2022年3月25日公開分の『フルタの方程式』で古田敦也は、軟投派に生まれ変わるまでの熱心な研究を番組内で明かした下柳を「こんな研究熱心な人に見えないよね」「ダイエー時代や日ハム時代はもっと粗い(人だった)」と評している。
若手時代の投げ込みで力加減を覚えたためか、現役時代に目立った故障はなかった。
対戦打者だった石井琢朗は、駆け引き上手だった投手に下柳の名前を挙げ、打つ気のない打者に平気でど真ん中を投げたり、打ち気の打者にはシュートを掛けてつまらせたり、相手の顔色を読んで投げるタイプだったと語っている。
鈴木健は2022年1月25日公開分の『フルタの方程式』で最高のシュート使いとして下柳の名を出しており、その理由としてストライクかボールかというところでシュートを制球して投げられることを挙げている。真中満は、死球を恐れずに内角に投げる精神面の強さも評価している。またこのシュートを試合で初めて投げたのが前述のイチローの連続無三振を止めた打席である。
現役時代はウエイトトレーニングや格闘技などで肉体や技術を養っていたが、ウエイトトレーニング嫌いの張本勲からはその練習方法をよく批判されていた。股関節の動きはキックボクシングのトレーニングで養い、投手としての動きはボクシングの練習で培った。

## 人物
プロサッカー選手（DF）で、2018 FIFAワールドカップ終了後からサッカー日本代表のキャプテンを務める吉田麻也（下柳と同じ長崎県出身）は、親戚（下柳の義兄のいとこ）。
好物は芋焼酎のお湯割りで、特に香りの強いものが好みだという。
生家はカトリックを信仰しており、中学時代まで日曜学校へ通っていた。小学校6年の卒業間近の下柳少年は、1981年2月23日にローマ教皇としては初めて来日したヨハネ・パウロ2世が地元の教会まで来たときに頭を撫でてもらった。本人曰く、「おそらくローマ教皇に頭を撫でてもらったプロ野球選手はメジャーにもいない」とのこと
。
シャイな性格でヒーローインタビューを受けるのを拒否することが多く、自分が呼ばれそうなのを察知すると、「今日は何もない、お疲れっ!」とだけ記者にコメントしたり、金本に「ファンの皆さんによろしくお伝え下さい」と伝言を残し、早々とロッカールームに引き揚げてしまうことが多い。それを阻止するため、矢野燿大がベンチ裏で待ち伏せして、無理矢理お立ち台に連れて行ったこともある。本人曰く「人見知りする性格」で「古い友人でも半年位会ってないと、会ったときに何を話していいかわからなくなってしまう」ため、どうしても寡黙になってしまうのだという。
飄々とした淡白な性格で、新人時代の選手名鑑には「思い出」の項目に「あまり嬉しい思い出も悔しい思い出もない」と書いている。
風呂には数日入らなくても平気で、ダイエー時代の同僚だった潔癖症の内山智之とは仲が悪かった。これは前述のように「投手の肩は消耗品」が口癖であった権藤コーチから例外的に「あいつはいくら放っても壊れないから」ということで毎日のようにロングリリーフをさせられ、家に帰ったら疲れ果てて何もする気がなくなったことが由来である。髭もめったに剃らないが、これは髭を剃るとカミソリ負けを起こすからである。吉井理人はその風貌を「変わった奴っちゃな」とテレビ解説の席で評している。
上述のように下柳が先発する試合は大抵リリーフ投手も登板するため、藤川球児からは「仕事をくれるから」という理由で「社長」と呼ばれている。
阪神への移籍後からは、オフシーズン中にたびたびテレビ番組へ出演。ひょうきんな一面もあり、飲み会では伊良部秀輝や広澤克実とトリオ漫談をすることもあったという。カラオケも得意としており、金村義明曰く「Mr.Childrenを歌わせたら絶品」。本人も「（カラオケでは）マイクを離さないタイプ」と語っている。
長らく独身であったが、2010年6月4日に一般人の女性と結婚したことを同14日に自身の公式サイト上で発表した。島田紳助によると、島崎和歌子とお見合いをしたことがあったが破談となったらしい。
日本ハム時代からダンカンや松村邦洋らがいる中野猛虎会の会員だった。また、高山善廣（プロレスラー）、桜庭和志（総合格闘家）、根本要（スターダスト・レビュー）、渡辺美里（歌手）などとの親交が深い。
2003年・2005年の優勝時のビール掛けでは、オープンフィンガーグローブを装着。藤本敦士などの後輩選手に、腕ひしぎ十字固めを仕掛けていた。2006年12月31日に催された「Fields K-1 Premium2006 Dynamite!!」ではオレンジ色の胴衣を纏ってタイガーマスクを被り、桜庭と共に登場。2人とも右脚から踏み出すというパフォーマンスを披露した後に、試合で桜庭のセコンドに付いた。翌2007年の大晦日も前年同様にタイガーマスクを被って桜庭と共に登場し、セコンドに付いた。
阪神時代には、「死に番」として日本人選手に敬遠されがちな「42」を背番号に選んでいた。ダンカンによれば、ダイエー・日本ハム時代の背番号でもある「24」という数字に対して、強いこだわりがあるという。阪神での背番号に「42」を選んだのは、生え抜きの看板選手であった桧山進次郎が「24」を付けていた関係で、数字を逆にしたからとされる。ダイエー時代には、背番号の「24」にちなんで、当時JR九州が発売していた「二十四茶」のCMにも出演していた。
阪神時代の一軍投手コーチだった久保康生は「あの投球術を見て、感じて学んでほしい」と、下柳を「教材」として指定していた。榎田大樹や福原忍は「下柳さんがいたから」などと感謝の意を示している程で、「教材」が抜けた阪神の穴は大きかったとも言われた。
阪神時代同僚だったライアン・ボーグルソンは「フォームや変化球の握り、配球。『シモ』とは色々なことを話した。本当に感謝している。彼に相手をねじ伏せる豪速球はなかった。でも決して逃げない。調子が悪くてもこれが俺の球だ。打ってみろってベース上に投げ込む」打者に立ち向かう姿勢を学んだと述べている。
阪神時代のチームメイトで同年齢の金本・矢野とは、現役引退後も、朝日放送の野球解説者として阪神戦中継・番組・イベントでたびたび共演。2015年6月28日の阪神対横浜戦では、阪神の球団創設80周年記念企画として、下柳 - 矢野のバッテリーによるユニフォーム姿での「ファーストピッチ」が甲子園球場で実現した。臨時投手コーチを務めた2016年の阪神一軍春季キャンプでは、紅白戦（2月11日）の前に、ファンサービスを兼ねて一軍監督の金本と対決。下柳は、「3打席限定」「自身が金本を無安打に抑えれば投手陣の試合後練習免除」「金本が1本でも安打を放てば野手陣の試合後練習免除」という条件で、一軍コーチの矢野と再びバッテリーを組んだ（結果は金本の3打数1安打）。下柳自身は、2月14日放送の『サンデースポーツ』（NHK総合）へ金本と共に出演した際に、「あの勝負で左肩を痛めたため、痛み止めの注射を3本も打った」という後日談を明かしている。
日本ハム時代、イチローの連続打席無三振記録を止めた球については当時の取材に対し「ストレートだけど、指に引っかかった」と主張していたが、2019年の『戦え!スポーツ内閣』（MBSラジオ）や2021年の『球辞苑』（NHK BS1）の取材に対しては「本当はその年に投げ始めたシュートだった。それ以後の対戦も考えて嘘をついた」と述べている。
一時期チームメイトであった奈良原浩とは生年月日が同一。当然星座占いでも奈良原と下柳は同じ結果が出るため、運勢が良い日はその話題で盛り上がっていた。ただ誕生日が同じと言う縁だけではなく、下柳自体引退後も奈良原を「伝説のショート」と位置付けている。
かつてMLBのコロラド・ロッキーズからオファーがあった事を自身のYouTubeチャンネルで語っている。

### 工夫を凝らした自主トレーニング
「自分で考えて練習したい」という意向が強かったことから、ダイエーでの若手時代には、兄が所属していた自衛隊の那覇基地でトレーニングを実施。日本ハム以降の現役時代には、シーズン終了直後の秋季キャンプへ参加せず、他のベテラン選手に先んじて離島での自主トレーニングに励んできた。ちなみに、離島へ向かう前には、親友の桜庭などと共に髙田道場で総合格闘技式のトレーニングへ参加。日本ハム時代には、岡部哲也の指導でノルディックスキー式のトレーニングに臨んだことや、春季キャンプ中に練習前の準備運動（アップ）へ参加していた桜庭と共に50mを50回走ったこともある。
阪神への移籍を機に、日本ハム時代から面識のあった福島大学の白石豊教授（スポーツ・メンタル・トレーニング専攻）からメンタル・コントロールの方法を伝授。2003年の2桁勝利や、2005年の史上最年長最多勝記録などにつなげた。2004年からは、鈴木久嗣による指導の下に、11月から春季キャンプ直前までの3ヶ月間にわたって沖縄本島や石垣島で陸上競技（ハードルややり投など）やサイクリングのトレーニングに挑戦。2007年以降は、奄美大島に腰を据えながら、自主トレーニングに取り組んでいた。その一方で、加圧トレーニングの指導資格を所持。金本が右肩を痛めた2010年には、金本に加圧トレーニングを指導している。ちなみに、下柳は自主トレーニングが縁で、奄美大島観光物産協会から奄美観光大使に任命。しかし、現役引退後の2017年3月に『朝だ!生です旅サラダ』（朝日放送テレビ制作）のロケで同島を訪れるまでは、島内を観光した経験がなかったという。
阪神時代から下柳のグラブに刺繍されていた「前後際断」という4文字は、下柳が白石の勧めで読んでいた「不動智神妙録」（沢庵宗彭）から引用した「座右の銘」である。下柳は、同書の現代語訳を通じて、「もう終わった過去（前）も未来（後）も気に病んだり不安に思ったりしたら、その時点から集中できなくなってしまう。そうなれば、良いパフォーマンスを発揮することはできない。結局、ピッチングも1球1球の積み重ねである」と解釈。グラブに「前後際断」の刺繍を入れるようメーカーに依頼したうえで、ピンチの場面でその刺繍を見ることによって、心を落ち着かせていた。

### 田中秀太をめぐる珍プレー
阪神投手時代の2007年10月1日に先発で登板した対横浜戦（横浜）の5回裏には、遊撃を守っていた秀太（田中秀太）の度重なるミスから、グラブを地面に叩き付ける事態に至った。このシーンは、「伝説の珍プレー」「秀太事件」として、現在でもメディアやインターネットでたびたび取り上げられている。

#### 経緯
この試合は阪神のクライマックスシリーズ（CS）進出がかかっていて、先発を任された下柳にも、3年連続の2桁勝利がかかっていた。その一方で、当時「不動の正遊撃手」だった鳥谷敬が戦線を離脱していたため、遊撃手には二軍から昇格したばかりの秀太をスタメンへ4年振りに起用した。
阪神は、5点のリードで迎えた5回裏1死1塁の局面で、9番打者の呉本成徳（5回表の2死から救援で登板していた横山道哉の代打）が内野に放ったゴロを二塁手の関本健太郎が処理。この処理に伴うベースカバーで二塁に入った秀太は、通常のプレーであれば「アウト」と判定されるタイミングで関本からの送球を捕っていた。しかし、秀太の足が捕球の前に二塁からわずかに離れていたため、二塁の塁審は一塁走者による二塁への到達を「セーフ」と判定。さらに秀太は、次打者（1番）・仁志敏久のゴロを弾いたことによって、一軍公式戦では5年振りの失策を記録した。仁志への投球でダブルプレー（併殺）を狙っていた下柳は、この失策が1死満塁のピンチを招いたことに激怒。マウンド上でしゃがみ込むと、自分のグラブをマウンド付近の地面へ叩き付けた。
秀太は次打者（2番）・相川亮二が放った平凡なゴロを丁寧に捕球したものの、このプレーが併殺崩れを招いたため、横浜に1点が入った。もっとも、下柳が5回裏までに許した失点はこの1点のみで、公式記録上は本人に自責点が付かなかった。なお、試合自体は阪神が9対7のスコアで勝利。チームがこの勝利でCSへの進出を決めたほか、下柳は自責点0のまま6回表の途中まで投げた末に、39歳にして3年連続の2桁勝利（10勝）を達成した。

#### 下柳による回想
下柳は上記の行為について、現役引退後に「（ベースカバーで記録に出ないミスを犯した）秀太に捕りやすいゴロを打たせたのに、失策でピンチを広げられたことから、『俺の親心を無駄にしやがって』という気持ちが真っ先に浮かんだ。また、試合前からチームの雰囲気がどこか緩んでいたように感じられたことに、1試合ともおろそかにできないプロ（野球選手）として苛立ちを感じていた。でも、感情を爆発させることが気持ちを鎮めるうえで有効であることを（前述のメンタルトレーニングを通じて）知っていたから、内心は意外と冷静だった。そこで、怒りを次のプレー（相川との対戦）に引きずらないため、意図的にグラブを叩き付けた」と述懐している。もっとも、この試合でベンチに入りながらスタメンから外れていた赤星憲広（当時のチームメイト）が5回裏の終了後にベンチの裏で下柳に声をかけた時には、「（自分のグラブをグラウンドへとっさに叩き付けたことを）後悔している」と話している。
現役時代の下柳は、試合を終えるたびに自分のグラブを必ず綺麗に磨くほど、野球道具を大切に扱っていた。その一方で、味方野手の失策や相手打者の安打に対する怒りから、他の試合でもグラブを地面へ叩き付けていた。この行為をめぐってファンから賛否両論が湧き起こったり、球界OBからの叱責を受けたりしたこともあったため、「お子様は真似しないように。道具は大事にしましょう」と語っている。

#### その後の影響
秀太は阪神一筋の現役生活を2009年限りで終えると、出身地である九州地区のアマスカウトとして、九州に縁のある有望選手の入団に尽力（当該項で詳述）。その一人であった竹安大知（2015年NPBドラフト会議での3位指名を受けて入団した右投手）は、入団契約を結んだ後に参加した「新人選手入団発表会」で、同席した秀太の前で「担当スカウトの田中秀太さんから言われた『グラブは投げるものじゃない、大切にしろ』という教えを守ります!」と発言。居並ぶ記者の笑いを誘った。
2016年阪神一軍春季キャンプにおける金本との対決（前述）直前の練習には、現役引退後も九州担当のスカウトとして阪神に籍を置いていた秀太がユニフォーム姿で登場。遊撃の守備に就いた秀太がノックの打球を弾いたことをきっかけに、下柳がグラブを地面へ叩き付けることで、場内の観衆を沸かせた。
なお、秀太は2021年シーズンから、本名の「田中秀太」名義で二軍の内野守備走塁コーチとして現場に復帰。2020年11月13日に開かれた就任記者会見では、一軍のチーム失策数が同年まで2年続けてNPBの全12球団で最も多かったことを背景に、会見へ同席していた谷本修（当時の球団副社長兼本部長）が「（一軍の）控えの内野手は、ピッチャーにグラブを投げ付けられるくらいの危機的なレベルにある」との表現で上記のシーンを引き合いに出していた
。もっとも、一軍は秀太のコーチ就任後も、2023年まで6年続けてレギュラーシーズン全体で12球団最多の失策を記録している。

### スポーツ界随一の愛犬家
「スポーツ界随一の愛犬家」として有名。阪神での現役時代から、出演番組（フジテレビ『ジャンクSPORTS』など）やインタビューでは、折に触れて愛犬の話題を出している。
東京に住んでいた日本ハム時代から、「ラガー」（黒のラブラドール・レトリーバー）と「ルビー」という名前の犬を飼育。「ラガー」という名前の由来は、夏の暑い日に出会った際に、たまたまキリンラガービールが飲みたかったことにあるという。やがて下柳は、自主トレーニング地・キャンプ地・馴染みの飲み屋へ同行させたり、グラブに顔の刺繍を入れたりするほど「ラガー」を溺愛。2003年に阪神への移籍が決まった直後には、飼育の環境が整わなかったことから、2005年に関西で新居を建築するまで都内在住の知人に「ラガー」を預けていた。2014年2月22日に朝日放送で放送された特別番組『ペットの感謝状』では、ゲストで出演した下柳の証言や再現VTRを交えながら、以上のエピソードを紹介している。
独身だった2007年には、「ラガー」「ルビー」以外にも、「ラガー」の子どもを9匹飼育。「ラガー」と同じく、ビールの銘柄にちなんで、「バド」「ミラー」「コロナ」「ギネス」「ヒナノ」「レオ」「オリオン」「チンタオ」「ホープ」という名前を付けている。同年末のFA宣言に端を発した阪神および横浜との交渉では、両球団が競い合いながら「ラガー」の待遇（遠征の際の世話など）に関する条件ばかり提示したため、下柳曰く「契約交渉というよりラガー君争奪戦だった」とされる（『ジャンクSPORTS』に出演した際の発言より）。その結果、阪神との再契約では、「ラガー」の待遇に関する条項が契約に盛り込まれた。
ちなみに下柳は、以上の交渉を代理人に任せる一方で、自主トレーニング先を石垣島から奄美大島に変更した。下柳は現役引退後に、「2006年のオフシーズンに『ラガー』を連れて石垣島へ向かったところ、乗っていた飛行機の貨物室から『ラガー』の鳴き声が自分の座席にまで聞こえてきたので、同島へ到着する前に『来年（2007年）は（自主トレーニングの）場所を選び直さなければならない』と思った。温暖で本格的な陸上競技場や野球場がある奄美大島なら、船で12時間ほど移動すれば到着するので、『ラガー』を同行させても怖がらない」と述懐している。
結婚後の2012年に東北楽天で現役を引退してからも、関西の自宅で引き続き「ラガー」を飼育。しかし、以前に比べて食欲が落ちるなど、下柳の現役引退は「ラガー」の体調にも影響を及ぼした。結局、『ラガー』は2013年7月14日に、自宅のソファーでひっそりと永眠。「ラガー」の最期を看取れなかったことを気に病んだ下柳は、『ペットの感謝状』のスタジオ収録中に、「芸能界屈指の愛犬家」として知られる杉本彩・関根勤・渡辺正行の前で自筆による「ラガーへの感謝状」を涙ながらに朗読した。
2014年10月、朝日放送『ペットの王国 ワンだランド』に出演、『バド』、新たに飼い始めたスタンダードプードルの雌『ムー』との生活を紹介した。
その一方で、阪神での現役時代から、聴導犬育成への支援を目的にチャリティ活動を展開。自身およびプロ野球選手の有志が提供した野球道具やTシャツのオークションを公式サイトで主催した後に、収益金を聴導犬育成協会（地元・長崎県で活動するNPO法人）へ寄付した。日本聴導犬協会では、公式サイトの「応援サイトとリンク集」に下柳の公式サイトへのリンクを貼っているほか、チャリティTシャツの販売に協力したことで下柳に感謝状を贈ったこともある。ちなみに下柳は、公式サイトでオークションを主催するに当たって、「人間に捨てられた犬達が、人間のために、厳しい訓練に耐え、純粋に働いています。捨てた人間は許せませんが、同じ人間として、罪滅ぼしじゃありませんが、少しでも犬のためになればと思います」というメッセージを寄せている。

## 詳細情報

### 年度別投手成績
| 年 度      | 球 団      | 登 板 | 先 発 | 完 投 | 完 封 | 無 四 球 | 勝 利 | 敗 戦 | セ 丨 ブ | ホ 丨 ル ド | 勝 率 | 打 者 | 投 球 回 | 被 安 打 | 被 本 塁 打 | 与 四 球 | 敬 遠 | 与 死 球 | 奪 三 振 | 暴 投 | ボ 丨 ク | 失 点 | 自 責 点 | 防 御 率 | W H I P |
| ---------- | ---------- | ----- | ----- | ----- | ----- | -------- | ----- | ----- | -------- | ----------- | ----- | ----- | -------- | -------- | ----------- | -------- | ----- | -------- | -------- | ----- | -------- | ----- | -------- | -------- | ------- |
| 1991       | ダイエー   | 1     | 0     | 0     | 0     | 0        | 0     | 0     | 0        | --          | ----  | 7     | 0.2      | 1        | 0           | 4        | 0     | 0        | 0        | 0     | 0        | 4     | 4        | 54.00    | 7.50    |
| 1993       | ダイエー   | 50    | 10    | 1     | 0     | 0        | 4     | 8     | 5        | --          | .333  | 423   | 98.0     | 92       | 10          | 55       | 3     | 1        | 69       | 5     | 1        | 49    | 45       | 4.13     | 1.50    |
| 1994       | ダイエー   | 62    | 1     | 0     | 0     | 0        | 11    | 5     | 4        | --          | .688  | 473   | 105.2    | 111      | 5           | 53       | 0     | 2        | 89       | 7     | 0        | 54    | 53       | 4.51     | 1.55    |
| 1995       | ダイエー   | 24    | 5     | 1     | 0     | 0        | 2     | 3     | 0        | --          | .400  | 202   | 46.2     | 47       | 2           | 18       | 0     | 2        | 26       | 4     | 1        | 24    | 21       | 4.05     | 1.39    |
| 1996       | 日本ハム   | 23    | 0     | 0     | 0     | 0        | 1     | 2     | 2        | --          | .333  | 181   | 43.0     | 32       | 3           | 20       | 3     | 0        | 39       | 0     | 0        | 19    | 18       | 3.77     | 1.21    |
| 1997       | 日本ハム   | 65    | 1     | 0     | 0     | 0        | 9     | 4     | 0        | --          | .692  | 630   | 147.0    | 140      | 13          | 62       | 10    | 6        | 136      | 7     | 0        | 61    | 57       | 3.49     | 1.37    |
| 1998       | 日本ハム   | 66    | 1     | 0     | 0     | 0        | 2     | 3     | 5        | --          | .400  | 400   | 93.2     | 74       | 8           | 47       | 4     | 3        | 71       | 3     | 0        | 37    | 32       | 3.07     | 1.29    |
| 1999       | 日本ハム   | 62    | 2     | 0     | 0     | 0        | 1     | 4     | 6        | --          | .200  | 332   | 77.1     | 62       | 9           | 47       | 2     | 2        | 79       | 4     | 0        | 31    | 31       | 3.61     | 1.41    |
| 2000       | 日本ハム   | 36    | 11    | 3     | 1     | 0        | 8     | 4     | 0        | --          | .667  | 403   | 93.2     | 79       | 11          | 49       | 1     | 2        | 82       | 4     | 0        | 50    | 47       | 4.52     | 1.37    |
| 2001       | 日本ハム   | 21    | 21    | 3     | 1     | 0        | 9     | 8     | 0        | --          | .529  | 529   | 121.0    | 114      | 24          | 50       | 1     | 9        | 89       | 1     | 0        | 73    | 68       | 5.06     | 1.36    |
| 2002       | 日本ハム   | 17    | 9     | 0     | 0     | 0        | 2     | 7     | 0        | --          | .222  | 228   | 51.2     | 49       | 10          | 25       | 0     | 4        | 44       | 2     | 0        | 34    | 33       | 5.75     | 1.43    |
| 2003       | 阪神       | 26    | 24    | 3     | 1     | 0        | 10    | 5     | 0        | --          | .667  | 573   | 137.2    | 138      | 20          | 25       | 0     | 7        | 135      | 3     | 1        | 63    | 57       | 3.73     | 1.18    |
| 2004       | 阪神       | 22    | 21    | 0     | 0     | 0        | 7     | 5     | 0        | --          | .583  | 513   | 116.0    | 143      | 13          | 28       | 0     | 10       | 76       | 1     | 0        | 68    | 66       | 5.12     | 1.47    |
| 2005       | 阪神       | 24    | 24    | 1     | 0     | 0        | 15    | 3     | 0        | 0           | .833  | 531   | 132.1    | 125      | 11          | 25       | 1     | 6        | 90       | 0     | 0        | 44    | 44       | 2.99     | 1.13    |
| 2006       | 阪神       | 25    | 25    | 1     | 0     | 0        | 12    | 11    | 0        | 0           | .522  | 642   | 150.1    | 154      | 11          | 55       | 1     | 9        | 86       | 3     | 0        | 61    | 53       | 3.17     | 1.39    |
| 2007       | 阪神       | 25    | 25    | 0     | 0     | 0        | 10    | 8     | 0        | 0           | .556  | 582   | 129.1    | 145      | 11          | 52       | 4     | 3        | 74       | 5     | 0        | 68    | 59       | 4.11     | 1.52    |
| 2008       | 阪神       | 27    | 27    | 1     | 0     | 1        | 11    | 6     | 0        | 0           | .647  | 668   | 162.1    | 154      | 9           | 41       | 1     | 9        | 89       | 2     | 0        | 60    | 54       | 2.99     | 1.20    |
| 2009       | 阪神       | 22    | 22    | 1     | 1     | 0        | 8     | 8     | 0        | 0           | .500  | 524   | 119.1    | 127      | 10          | 42       | 1     | 8        | 64       | 2     | 0        | 57    | 48       | 3.62     | 1.42    |
| 2010       | 阪神       | 19    | 19    | 0     | 0     | 0        | 7     | 8     | 0        | 0           | .467  | 441   | 100.0    | 110      | 13          | 33       | 3     | 6        | 58       | 3     | 1        | 54    | 48       | 4.32     | 1.43    |
| 2011       | 阪神       | 6     | 6     | 0     | 0     | 0        | 0     | 2     | 0        | 0           | .000  | 122   | 28.0     | 29       | 1           | 12       | 0     | 1        | 18       | 1     | 0        | 13    | 11       | 3.54     | 1.46    |
| 2012       | 楽天       | 4     | 4     | 0     | 0     | 0        | 0     | 2     | 0        | 0           | .000  | 80    | 17.0     | 27       | 0           | 1        | 0     | 3        | 4        | 0     | 0        | 10    | 10       | 5.29     | 1.65    |
| 通算：21年 | 通算：21年 | 627   | 258   | 15    | 4     | 1        | 129   | 106   | 22       | 0           | .549  | 8484  | 1970.2   | 1953     | 194         | 744      | 35    | 93       | 1418     | 57    | 4        | 934   | 859      | 3.92     | 1.37    |

- 各年度の太字はリーグ最高

### タイトル
- 最多勝利：1回（2005年）※規定投球回未到達の選手が獲得するのは、1988年の伊東昭光に続いて史上2人目

### 表彰
- 月間MVP：2回（2000年8月、2005年9月）

### 記録
初記録
- 初登板：1991年8月9日、対近鉄バファローズ16回戦（西京極球場）、4回裏に2番手で救援登板、1/3回4失点
- 初奪三振：1993年4月23日、対オリックス・ブルーウェーブ1回戦（グリーンスタジアム神戸）、7回裏にケルビン・トーベから
- 初セーブ：1993年5月1日、対近鉄バファローズ3回戦（藤井寺球場）、7回裏2死に2番手で救援登板・完了、2回1/3を無失点
- 初勝利：1993年5月6日、対オリックス・ブルーウェーブ6回戦（福岡ドーム）、7回表に2番手で救援登板・完了、3回無失点
- 初先発：1993年6月12日、対千葉ロッテマリーンズ10回戦（福岡ドーム）、5回2/3を5失点で敗戦投手
- 初先発勝利：1993年6月22日、対西武ライオンズ10回戦（西武ライオンズ球場）、7回0/3を2失点
- 初完投勝利：1993年9月29日、対日本ハムファイターズ25回戦（東京ドーム）、9回1失点
- 初完封勝利：2000年8月26日、対福岡ダイエーホークス22回戦（東京ドーム）
- 初安打・初打点：2003年4月13日、対読売ジャイアンツ3回戦（東京ドーム）、4回表に上原浩治から

節目の記録
- 1000投球回数：2003年9月4日、対広島東洋カープ22回戦（広島市民球場）、5回裏に野村謙二郎から空振り三振で2死目を奪い達成 ※史上294人目
- 1000奪三振：2005年8月25日、対広島東洋カープ16回戦（広島市民球場）、2回裏にマイク・ロマノから ※史上116人目
- 500試合登板：2006年4月4日、対広島東洋カープ1回戦（広島市民球場）、先発登板で6回無失点・勝利投手 ※史上116人目
- 100勝：2007年7月6日、対中日ドラゴンズ7回戦（ナゴヤドーム）、先発登板で6回3安打無失点 ※史上122人目
- 1500投球回数：2007年8月1日、対東京ヤクルトスワローズ13回戦（阪神甲子園球場）、2回表にセス・グライシンガーを投手ゴロに打ち取り達成 ※史上158人目
- 600試合登板：2010年4月4日、対中日ドラゴンズ3回戦（ナゴヤドーム）、先発登板で7回1失点 ※史上35人目

その他の記録
- オールスターゲーム出場：5回（1994年、1997年、2001年、2005年、2008年）
- 規定投球回数未到達での最多勝　※史上2人目

### 背番号
- 24（1991年 - 1995年、1997年 - 2002年）
- 11（1996年）
- 42（2003年 - 2011年）
- 91（2012年）

## 出演

### レギュラー出演
解説者として定期的に出演する番組
- スーパーベースボール - 「虎バン主義」のタイトルで放送する朝日放送テレビ制作の阪神戦中継を担当
- ABCフレッシュアップベースボール（朝日放送ラジオ）
  - 解説者として出演した9月15日のヤクルト対阪神戦（神宮）中継では、ウラディミール・バレンティン（ヤクルト外野手）がシーズン56号本塁打（1回裏・NPBのシーズン新記録）と57号本塁打（3回裏・2打席連続・アジアにおけるプロ野球のシーズン新記録）を放った瞬間に立ち会った。
  - 2023年には、阪神が（自身が在籍していた2005年以来）18年振りのセ・リーグ優勝を自力で決めた9月14日の対巨人戦、クライマックスシリーズの突破を決めた広島とのファイナルステージ第3戦（10月20日、いずれも甲子園球場でのナイトゲーム）、1985年以来38年振りに日本シリーズを制覇したオリックスとの第7戦（11月5日、京セラドーム大阪でのナイトゲーム）にラジオ中継の解説者として立ち会っている。

- サンテレビボックス席（サンテレビ）
  - 朝日放送からの出向扱いで、同局との共同制作による『日曜ナイター』を中心に、ゲスト解説者として阪神戦中継へ出演。

- 虎バン（朝日放送テレビ） - 2013年から矢野・金本と交互にコメンテーターとして出演
- 武田和歌子のぴたっと。金曜日（朝日放送ラジオ） - 2013年度のナイターオフ限定で放送された第2部にのみレギュラー出演。下柳にとっては、プロ野球中継以外でのラジオ初レギュラー番組であった。
- ラジオで虎バン!（朝日放送ラジオ） - コメンテーターとして不定期で出演

ローカルタレントとして定期的に出演する番組
- あさじげ×ZIP! → あさじげZ（2014年4月5日 - 、長崎国際テレビ）
- シモ'Sキッチン!（2019年5月 - 8月、GAORA）
  - 2020年の日本プロ野球開幕延期に伴い、プロ野球中継の代替番組として開始した、下柳が自宅キッチンで自ら料理をする構成の料理番組。YouTubeおよびGYAO!でアーカイブ配信。
  - 第14回衛星放送協会オリジナル番組アワード「番組部門 ミニ番組」で最優秀賞を受賞。受賞回は、31話「シモ流特大お好み焼き」。

### ゲスト出演

#### テレビドラマ
- 孤独のグルメ Season6 第1話（2017年4月8日、テレビ東京） - 親子客・父

上記のほか、『サンデースポーツ』（NHK総合）や『朝生ワイド す・またん!』（読売テレビ）、『newsおかえり』（朝日放送テレビ）などに不定期で出演、在阪局制作のバラエティ番組（関西テレビ『たかじん胸いっぱい』など）にも登場することもある。朝日放送テレビ制作の『探偵!ナイトスクープ』には、松村邦洋が「探偵」として最後に担当した依頼VTR（2013年9月27日放送分）へ金本と共に登場。同年11月8日放送分（いずれもABCでの放送日）では、矢野・金本との「同級生トリオ」では最も遅く、「顧問」として公開収録に初めて出演した。

## 著書
- 「気を込める　虎の成功プロセス」（矢野燿大との共著、ベースボール・マガジン社、2013年10月9日初版発売）ISBN 978-4583106212
- 「ボディ・ブレイン――どん底から這い上がるための法則（ルール）」（水王舎、2014年7月2日初版発売）ISBN 978-4864700085